# Karsavuran, Tufanbeyli
Karsavuran là một xã thuộc huyện Tufanbeyli, tỉnh Adana, Thổ Nhĩ Kỳ. Dân số thời điểm năm 2009 là 471 người.